# Aekyom
L'aekyom, parfois orthographié akium, aussi connue sous le nom awin ou aiwin, est une langue awin-pa, de la famille des langues papoues, parlée en Papouasie-Nouvelle-Guinée. La langue est parlée par 20 000 locuteurs dans le district de Kiunga, dans la province de l'Ouest.

## Phonologie
Les tableaux suivants détaillent la phonologie des consonnes et voyelle de l'aekyom.

### Consonnes
|           |           | Bilabiale | Alvéolaire | Palatale | Vélaire | Glottale |
| --------- | --------- | --------- | ---------- | -------- | ------- | -------- |
| Nasale    | Nasale    | m         | n          |          | ŋ       |          |
| Occlusive | sourde    | p         | t          |          | k       |          |
| Occlusive | aspirée   | pʰ        | tʰ         |          | kʰ      |          |
| Occlusive | voisée    | b         | d          |          | ɡ       |          |
| Fricative | Fricative |           | s          |          |         | h        |
| Spirante  | Spirante  | w         | ɺ          | j        |         |          |

### Voyelles
|         | Antérieure | Centrale | Postérieure |
| ------- | ---------- | -------- | ----------- |
| Fermée  | i          |          | u           |
| Moyenne | e          |          | o           |
| Ouverte | æ          | a        |             |